# Cathédrale de Tudela
Cette  cathédrale n’est pas la seule cathédrale Sainte-Marie.
La cathédrale Sainte-Marie (en espagnol : Catedral de Santa María) est une cathédrale de style roman tardif, située dans la ville de Tudela, dans la communauté autonome de Navarre, en Espagne.
Elle fut construite à partir de la fin du XIIe siècle sous le règne de Sanche VI de Navarre, en se servant des pierres de la mosquée du IXe siècle après qu'elle a été rasée. Elle est aujourd'hui à proximité de la vieille place de la ville.
À l'origine, elle servait de collégiale, elle est devenue une cathédrale  au XVIIIe siècle sous Pie VI, à la suite de la création du diocèse de Tudela, autrefois rattaché à celui de Tarazona de Aragón.

## Description

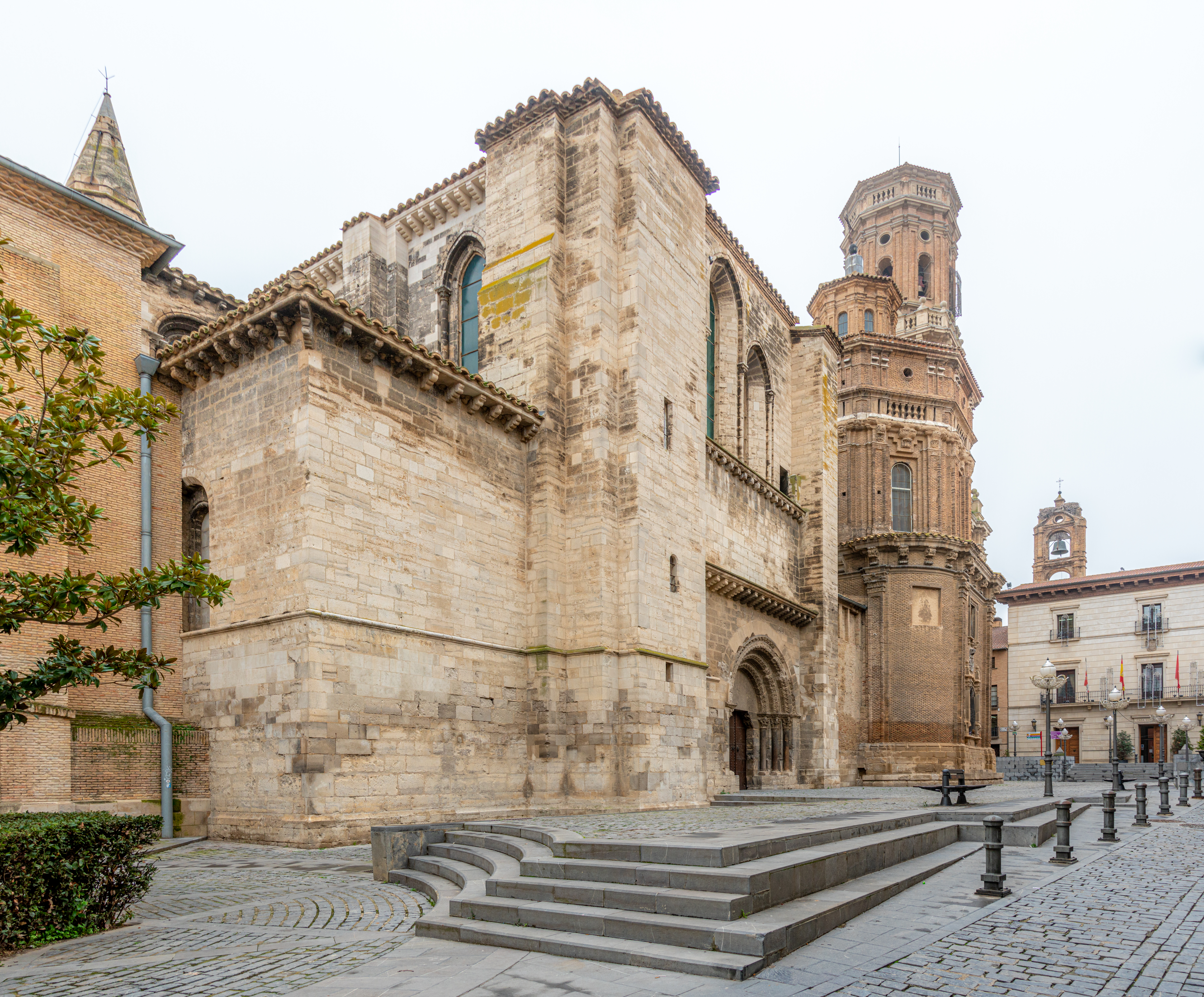
La façade nord de la cathédrale, portail principal.

La cathédrale de Tudela est un temple cistercien exécuté selon les schémas de l'école du hispano-languedocienne. Elle est grande, environ 3 380 m2 (65 × 52 m) sans le cloître. C'est un bâtiment à trois nefs de quatre sections, la croisée centrale la plus grande possède cinq travées, avec une profonde abside semi-circulaire dominée par un grand retable du XVe siècle, peint par Pedro Díaz de Oviedo. 
Elle possède trois portes : la porte Sainte-Marie (Puerta de Santa Maria, au nord), la porte du Jugement (Puerta del Juicio, à l'ouest) et la porte de la Vierge (Puerta de la Virgen, au sud). Il y a de nombreuses chapelles et retables, parmi lesquelles la sculpture romane de la Vierge blanche, du XIIIe siècle, des retables peints de Santa Catalina et Notre-Dame de l'Espérance du XVe siècle. Dans une chapelle se trouve le tombeau gothique du chancelier Villaespesa. À noter également la chapelle baroque de Sainte-Anne, patronne de la ville, représentée par une sculpture gothique, et le chœur avec de magnifiques stalles sculptées de style Renaissance par Esteban de Obray (es).

## Source
- (es) Cet article est partiellement ou en totalité issu de l’article de Wikipédia en espagnol intitulé « Catedral de Santa María de Tudela » (voir la liste des auteurs).